# 9594 Garstang
9594 Garstang este un asteroid din centura principală, descoperit pe 4 septembrie 1991, de Robert McNaught.